# Coupe du monde de snowboard 2023-2024
Navigation
Édition précédente Édition suivante
La Coupe du monde de snowboard 2023-2024 est la 30e saison de la Coupe du monde de snowboard organisée par la Fédération internationale de ski et de snowboard. Elle débute le 21 octobre 2023 à Coire en Suisse et se termine le 24 mars 2024 à Silvaplana en Suisse.
La FIS décerne trois gros globes de cristal individuels pour récompenser les vainqueurs des spécialités :
- la coupe du monde de Snowboard Alpin, dit aussi parallèle (PAR) ;
- la coupe du monde de Snowboard Cross (SBX) ;
- la coupe du monde de Snowboard Freestyle (Park & Pipe).

Un petit globe de cristal est attribué aux vainqueurs des disciplines suivantes : 
- slalom parallèle (PSL) et slalom géant parallèle (PGS) ;
- big air (BA), halfpipe (HP) et slopestyle (SS).

En raison de l'Invasion de l'Ukraine par la Russie en 2022, les athlètes russes et biélorusses sont de nouveaux interdits de compétition pour toute la saison.

## Tableau d'honneur
| Discipline        | Discipline             | Homme            | Femme                |
| ----------------- | ---------------------- | ---------------- | -------------------- |
| Alpin             | Général                | Benjamin Karl    | Ramona T. Hofmeister |
| Alpin             | Slalom géant parallèle | Benjamin Karl    | Ramona T. Hofmeister |
| Alpin             | Slalom parallèle       | Lee Sang-ho      | Ramona T. Hofmeister |
| Alpin             | Par équipes            | Autriche         | Autriche             |
| Cross             | Cross                  | Éliot Grondin    | Chloé Trespeuch      |
| Park & Pipe       | Général                | Valentino Guseli | Kokomo Murase        |
| Park & Pipe       | Big Air                | Kira Kimura      | Mia Brookes          |
| Park & Pipe       | Half-pipe              | Ruka Hirano      | Mitsuki Ono          |
| Park & Pipe       | Slopestyle             | Liam Brearley    | Kokomo Murase        |
| Coupe des nations | Coupe des nations      | Italie           | Italie               |

| Rang | Nation     | Points |
| ---- | ---------- | ------ |
|      | Italie     | 4891   |
| 2    | Autriche   | 4804   |
| 3    | Japon      | 4443   |
| 4    | États-Unis | 3541   |
| 5    | Canada     | 3384   |

## Snowboard Alpin

### Programme
- 15 épreuves individuelles de Snowboard Alpin (8 en slalom géant parallèle et 7 en slalom parallèle) + 5 épreuves par équipe mixte dans 12 stations.

### Classements

#### Général
| Rang | Nom                | Points | Victoire(s) | Podium(s) |
| ---- | ------------------ | ------ | ----------- | --------- |
|      | Benjamin Karl      | 626    | 3           | 5         |
| 2    | Andreas Prommegger | 560    | 1           | 5         |
| 3    | Maurizio Bormolini | 548    | 2           | 4         |
| 4    | Daniele Bagozza    | 508    | 3           | 4         |
| 5    | Lee Sang-ho        | 477    | 2           |           |

| Rang | Nom                  | Points | Victoire(s) | Podium(s) |
| ---- | -------------------- | ------ | ----------- | --------- |
|      | Ramona T. Hofmeister | 786    | 5           | 6         |
| 2    | Tsubaki Miki         | 639    | 2           | 6         |
| 3    | Sabine Schöffmann    | 638    | 1           | 7         |
| 4    | Lucia Dalmasso       | 580    | 1           | 4         |
| 5    | Julie Zogg           | 469    |             | 1         |

| Rang | Nation      | Points |
| ---- | ----------- | ------ |
|      | Autriche I  | 245    |
| 2    | Italie II   | 165    |
| 3    | Allemagne I | 160    |
| 4    | Italie I    | 160    |
| 5    | Slovénie    | 138    |

#### Slalom parallèle
| Rang | Nom                | Points | Victoire(s) | Podium(s) |
| ---- | ------------------ | ------ | ----------- | --------- |
|      | Lee Sang-ho        | 313    | 2           | 2         |
| 2    | Daniele Bagozza    | 252    | 2           | 2         |
| 3    | Maurizio Bormolini | 244    | 1           | 2         |
| 4    | Arvid Auner        | 243    |             | 2         |
| 5    | Andreas Prommegger | 231    |             | 2         |

| Rang | Nom                  | Points | Victoire(s) | Podium(s) |
| ---- | -------------------- | ------ | ----------- | --------- |
|      | Ramona T. Hofmeister | 357    | 2           | 3         |
| 2    | Sabine Schöffmann    | 332    |             | 4         |
| 3    | Ester Ledecka        | 300    | 3           | 3         |
| 4    | Lucia Dalmasso       | 250    |             | 2         |
| 5    | Tsubaki Miki         | 216    |             | 2         |

#### Slalom géant parallèle
| Rang | Nom                | Points | Victoire(s) | Podium(s) |
| ---- | ------------------ | ------ | ----------- | --------- |
|      | Benjamin Karl      | 489    | 3           | 5         |
| 2    | Andreas Prommegger | 329    | 1           | 3         |
| 3    | Roland Fischnaller | 308    |             | 2         |
| 4    | Maurizio Bormolini | 304    | 1           | 2         |
| 5    | Edwin Coratti      | 257    |             | 1         |

| Rang | Nom                  | Points | Victoire(s) | Podium(s) |
| ---- | -------------------- | ------ | ----------- | --------- |
|      | Ramona T. Hofmeister | 429    | 3           | 3         |
| 2    | Tsubaki Miki         | 423    | 2           | 4         |
| 3    | Lucia Dalmasso       | 330    | 1           | 2         |
| 4    | Daniela Ulbing       | 322    |             | 2         |
| 5    | Sabine Schöffmann    | 306    | 1           | 3         |

### Calendrier et podiums

#### Hommes
| N° | Date             | Lieu               | Type | Vainqueur                                    | Deuxième                                     | Troisième                                    |
| -- | ---------------- | ------------------ | ---- | -------------------------------------------- | -------------------------------------------- | -------------------------------------------- |
| 1  | 14 décembre 2023 | Carezza            | PGS  | Maurizio Bormolini                           | Edwin Coratti                                | Benjamin Karl                                |
| 2  | 16 décembre 2023 | Cortina d'Ampezzo  | PGS  | Benjamin Karl                                | Andreas Prommegger                           | Roland Fischnaller                           |
| 3  | 23 décembre 2023 | Davos              | PSL  | Daniele Bagozza                              | Arvid Auner                                  | Edwin Coratti                                |
| 4  | 13 janvier 2024  | Scuol              | PGS  | Benjamin Karl                                | Tim Mastnak                                  | Andreas Prommegger                           |
| 5  | 16 janvier 2024  | Bad Gastein        | PSL  | Maurizio Bormolini                           | Arvid Auner                                  | Fabian Obmann                                |
| 6  | 20 janvier 2024  | Pamporovo,         | PSL  | Daniele Bagozza                              | Edwin Coratti                                | Radoslav Yankov                              |
| 7  | 21 janvier 2024  | Pamporovo,         | PSL  | Lee Sang-ho                                  | Andreas Prommegger                           | Fabian Obmann                                |
| 8  | 25 janvier 2024  | Rogla              | PGS  | Benjamin Karl                                | Aaron March                                  | Mirko Felicetti                              |
| 9  | 27 janvier 2024  | Simonhöhe          | PGS  | Daniele Bagozza                              | Benjamin Karl                                | Fabian Obmann                                |
| -  | 15 février 2024  | Blue Mountain (en) | PGS  | Annulé                                       | Annulé                                       | Annulé                                       |
| 10 | 24 février 2024  | Krynica-Zdrój ,    | PGS  | Andreas Prommegger                           | Roland Fischnaller                           | Daniele Bagozza                              |
| 11 | 25 février 2024  | Krynica-Zdrój ,    | PGS  | Arvid Auner                                  | Maurizio Bormolini                           | Alexander Payer                              |
| 12 | 9 mars 2024      | Winterberg         | PSL  | Lee Sang-ho                                  | Andreas Prommegger                           | Maurizio Bormolini                           |
| -  | 16 mars 2024     | Berchtesgaden      | PSL  | Annulé à cause des conditions météorologique | Annulé à cause des conditions météorologique | Annulé à cause des conditions météorologique |

#### Femmes
| N° | Date             | Lieu               | Type | Vainqueur                                    | Deuxième                                     | Troisième                                    |
| -- | ---------------- | ------------------ | ---- | -------------------------------------------- | -------------------------------------------- | -------------------------------------------- |
| 1  | 14 décembre 2023 | Carezza            | PGS  | Ramona T. Hofmeister                         | Daniela Ulbing                               | Tsubaki Miki                                 |
| 2  | 16 décembre 2023 | Cortina d'Ampezzo  | PGS  | Ramona T. Hofmeister                         | Lucia Dalmasso                               | Sabine Schöffmann                            |
| 3  | 23 décembre 2023 | Davos              | PSL  | Ramona T. Hofmeister                         | Lucia Dalmasso                               | Sabine Schöffmann                            |
| 4  | 13 janvier 2024  | Scuol              | PGS  | Lucia Dalmasso                               | Jasmin Coratti                               | Tsubaki Miki                                 |
| 5  | 16 janvier 2024  | Bad Gastein        | PSL  | Ramona T. Hofmeister                         | Sabine Schöffmann                            | Jasmin Coratti                               |
| 6  | 20 janvier 2024  | Pamporovo,         | PSL  | Ester Ledecká                                | Ramona T. Hofmeister                         | Tsubaki Miki                                 |
| 7  | 21 janvier 2024  | Pamporovo,         | PSL  | Ester Ledecká                                | Sabine Schöffmann                            | Tsubaki Miki                                 |
| 8  | 25 janvier 2024  | Rogla              | PGS  | Tsubaki Miki                                 | Michelle Dekker                              | Sabine Schöffmann                            |
| 9  | 27 janvier 2024  | Simonhöhe          | PGS  | Sabine Schöffmann                            | Zuzana Maděrová                              | Elisa Caffont                                |
| -  | 15 février 2024  | Blue Mountain (en) | PGS  | Annulé                                       | Annulé                                       | Annulé                                       |
| 10 | 24 février 2024  | Krynica-Zdrój,     | PGS  | Ramona T. Hofmeister                         | Julie Zogg                                   | Michelle Dekker                              |
| 11 | 25 février 2024  | Krynica-Zdrój,     | PGS  | Tsubaki Miki                                 | Daniela Ulbing                               | Ladina Jenny                                 |
| 12 | 9 mars 2024      | Winterberg         | PSL  | Ester Ledecká                                | Sabine Schöffmann                            | Lucia Dalmasso                               |
| -  | 16 mars 2024     | Berchtesgaden      | PSL  | Annulé à cause des conditions météorologique | Annulé à cause des conditions météorologique | Annulé à cause des conditions météorologique |

#### Mixte par équipe
| N° | Date            | Lieu               | Type | Vainqueur                                    | Deuxième                                      | Troisième                                                    |
| -- | --------------- | ------------------ | ---- | -------------------------------------------- | --------------------------------------------- | ------------------------------------------------------------ |
| 1  | 17 janvier 2024 | Bad Gastein        | PSL  | Autriche I - Sabine Schöffmann               | Italie III - Daniele Bagozza - Lucia Dalmasso | Allemagne I - Stefan Baumeister - Ramona Theresia Hofmeister |
| 2  | 28 janvier 2024 | Simonhöhe          | PGS  | Autriche I - Sabine Schöffmann               | Suisse II - Dario Caviezel - Ladina Jenny     | Allemagne I - Elias Huber - Ramona Theresia Hofmeister       |
| -  | 16 février 2024 | Blue Mountain (en) | PGS  | Annulé                                       | Annulé                                        | Annulé                                                       |
| 3  | 10 mars 2024    | Winterberg         | PSL  | Italie II - Lucia Dalmasso                   | Slovénie I - Žan Košir - Gloria Kotnik        | Italie I - Maurizio Bormolini - Elisa Caffont                |
| -  | 17 mars 2024    | Berchtesgaden      | PSL  | Annulé à cause des conditions météorologique | Annulé à cause des conditions météorologique  | Annulé à cause des conditions météorologique                 |

## Snowboard Cross

### Programme
- 13 épreuves individuelles de Snowboard Cross + 1 épreuve par équipe mixte dans 9 stations.

### Classements
| Rang | Nom                 | Points | Victoire(s) | Podium(s) |
| ---- | ------------------- | ------ | ----------- | --------- |
|      | Éliot Grondin       | 952    | 7           | 10        |
| 2    | Alessandro Hämmerle | 604    | 3           | 5         |
| 3    | Cameron Bolton      | 552    |             | 4         |
| 4    | Merlin Surget       | 383    | 1           | 2         |
| 5    | Omar Visintin       | 357    |             | 2         |

| Rang | Nom              | Points | Victoire(s) | Podium(s) |
| ---- | ---------------- | ------ | ----------- | --------- |
|      | Chloé Trespeuch  | 792    | 3           | 7         |
| 2    | Charlotte Bankes | 757    | 5           | 7         |
| 3    | Michela Moioli   | 704    | 2           | 5         |
| 4    | Josie Baff       | 608    |             | 5         |
| 5    | Eva Adamczyková  | 573    | 1           | 4         |

### Calendrier et podiums

#### Hommes
| N° | Date             | Lieu               | Vainqueur           | Deuxième            | Troisième           |
| -- | ---------------- | ------------------ | ------------------- | ------------------- | ------------------- |
| 1  | 3 décembre 2023  | Les Deux Alpes     | Éliot Grondin       | Alessandro Hämmerle | Lucas Eguibar       |
| 2  | 16 décembre 2023 | Cervinia           | Alessandro Hämmerle | Adam Lambert        | Éliot Grondin       |
| 3  | 26 janvier 2024  | Saint-Moritz       | Éliot Grondin       | Kalle Koblet        | Omar Visintin       |
| 4  | 3 février 2024   | Goudaouri,         | Éliot Grondin       | Cameron Bolton      | Alessandro Hämmerle |
| 5  | 4 février 2024   | Goudaouri,         | Éliot Grondin       | Cameron Bolton      | Omar Visintin       |
| 6  | 2 mars 2024      | Sierra Nevada,     | Leon Ulbricht       | Éliot Grondin       | Jake Vedder         |
| 7  | 3 mars 2024      | Sierra Nevada,     | Merlin Surget       | Éliot Grondin       | Jakob Dusek         |
| 8  | 9 mars 2024      | Cortina d'Ampezzo  | Éliot Grondin       | Jake Vedder         | Jarryd Hughes       |
| 9  | 16 mars 2024     | Montafon,          | Alessandro Hämmerle | Léo Le Blé Jaques   | Julian Lüftner      |
| 10 | 17 mars 2024     | Montafon,          | Alessandro Hämmerle | Jakob Dusek         | Merlin Surget       |
| 11 | 23 mars 2024     | Mont Sainte-Anne , | Éliot Grondin       | Cameron Bolton      | Radek Houser        |
| 12 | 24 mars 2024     | Mont Sainte-Anne , | Éliot Grondin       | Cameron Bolton      | Leon Ulbricht       |

#### Femmes
| N° | Date             | Lieu              | Vainqueur              | Deuxième           | Troisième        |
| -- | ---------------- | ----------------- | ---------------------- | ------------------ | ---------------- |
| 1  | 2 décembre 2023  | Les Deux Alpes    | Chloé Trespeuch        | Michela Moioli     | Belle Brockhoff  |
| 2  | 16 décembre 2023 | Cervinia          | Sina Siegenthaler (de) | Belle Brockhoff    | Josie Baff       |
| 3  | 26 janvier 2024  | Saint-Moritz      | Eva Adamczyková        | Sophie Hediger     | Chloé Trespeuch  |
| 4  | 3 février 2024   | Goudaouri,        | Chloé Trespeuch        | Eva Adamczyková    | Sophie Hediger   |
| 5  | 4 février 2024   | Goudaouri,        | Charlotte Bankes       | Chloé Trespeuch    | Belle Brockhoff  |
| 6  | 2 mars 2024      | Sierra Nevada,    | Charlotte Bankes       | Eva Adamczyková    | Chloé Trespeuch  |
| 7  | 3 mars 2024      | Sierra Nevada,    | Michela Moioli         | Josie Baff         | Charlotte Bankes |
| 8  | 9 mars 2024      | Cortina d'Ampezzo | Charlotte Bankes       | Eva Adamczyková    | Michela Moioli   |
| 9  | 16 mars 2024     | Montafon,         | Michela Moioli         | Charlotte Bankes   | Josie Baff       |
| 10 | 17 mars 2024     | Montafon,         | Chloé Trespeuch        | Lindsey Jacobellis | Josie Baff       |
| 11 | 23 mars 2024     | Mont Sainte-Anne, | Charlotte Bankes       | Chloé Trespeuch    | Léa Casta        |
| 12 | 24 mars 2024     | Mont Sainte-Anne, | Charlotte Bankes       | Michela Moioli     | Josie Baff       |

#### Mixte par équipe
| N° | Date             | Lieu           | Vainqueur                        | Deuxième                                   | Troisième                                            |
| -- | ---------------- | -------------- | -------------------------------- | ------------------------------------------ | ---------------------------------------------------- |
| 1  | 2 décembre 2023  | Les Deux Alpes | Royaume-Uni I - Charlotte Bankes | France II - Loan Bozzolo - Chloé Trespeuch | États-Unis I - Jake Vedder (en) - Lindsey Jacobellis |
| 2  | 17 décembre 2023 | Cervinia       | Italie I - Michela Moioli        | France I - Loan Bozzolo - Chloé Trespeuch  | Suisse I - Kalle Koblet - Sina Siegenthaler (de)     |

## Snowboard Freestyle (Park & Pipe)

### Programme
- 14 épreuves individuelles de Snowboard freestyle dans 10 stations soit :
  - 5 épreuves de slopestyle
  - 5 épreuves de half-pipe
  - 4 épreuves de big air

### Classements

#### Général
| Rang | Nom              | Points | Victoire(s) | Podium(s) |
| ---- | ---------------- | ------ | ----------- | --------- |
|      | Valentino Guseli | 350    | 1           | 3         |
| 2    | Ryoma Kimata     | 340    | 1           | 3         |
| 3    | Ruka Hirano      | 326    |             | 4         |
| 4    | Liam Brearley    | 168    | 2           | 2         |
| 5    | Taiga Hasegawa   | 160    | 1           | 3         |

| Rang | Nom             | Points | Victoire(s) | Podium(s) |
| ---- | --------------- | ------ | ----------- | --------- |
|      | Kokomo Murase   | 425    | 3           | 4         |
| 2    | Mitsuki Ono     | 380    | 3           | 4         |
| 3    | Reira Iwabuchi  | 366    | 1           | 3         |
| 4    | Miyabi Onitsuka | 360    |             | 2         |
| 5    | Maddie Mastro   | 292    |             | 4         |

#### Big Air
| Rang | Nom                 | Points | Victoire(s) | Podium(s) |
| ---- | ------------------- | ------ | ----------- | --------- |
|      | Kira Kimura         | 185    |             | 2         |
| 2    | Su Yiming           | 180    | 1           | 2         |
| 3    | Taiga Hasegawa      | 150    | 1           | 1         |
| 4    | Ryoma Kimata        | 134    |             | 1         |
| 5    | Hiroto Ogiwara (it) | 129    | 1           | 1         |

| Rang | Nom              | Points | Victoire(s) | Podium(s) |
| ---- | ---------------- | ------ | ----------- | --------- |
|      | Mia Brookes      | 190    |             | 2         |
| 2    | Reira Iwabuchi   | 161    |             | 1         |
| 3    | Anna Gasser      | 160    | 1           | 2         |
| 3    | Miyabi Onitsuka  | 140    |             | 1         |
| 5    | Mari Fukada (it) | 135    |             |           |

#### Half-Pipe
| Rang | Nom               | Points | Victoire(s) | Podium(s) |
| ---- | ----------------- | ------ | ----------- | --------- |
|      | Ruka Hirano       | 300    |             | 4         |
| 2    | Valentino Guseli  | 230    | 1           | 2         |
| 3    | Scotty James      | 229    | 2           | 2         |
| 4    | Yuto Totsuka      | 229    | 1           | 2         |
| 5    | Shuichiro Shigeno | 190    |             | 1         |

| Rang | Nom            | Points | Victoire(s) | Podium(s) |
| ---- | -------------- | ------ | ----------- | --------- |
|      | Mitsuki Ono    | 380    | 3           | 4         |
| 2    | Maddie Mastro  | 260    |             | 4         |
| 3    | Bea Kim        | 230    |             | 1         |
| 4    | Sena Tomita    | 208    |             | 2         |
| 5    | Brooke D'Hondt | 149    |             |           |

#### Slopestyle
| Rang | Nom              | Points | Victoire(s) | Podium(s) |
| ---- | ---------------- | ------ | ----------- | --------- |
|      | Liam Brearley    | 229    | 2           | 2         |
| 2    | Ryoma Kimata     | 180    | 1           | 2         |
| 3    | Taiga Hasegawa   | 140    |             | 2         |
| 4    | Cameron Spalding | 112    |             | 1         |
| 5    | Tiarn Collins    | 90     |             |           |

| Rang | Nom             | Points | Victoire(s) | Podium(s) |
| ---- | --------------- | ------ | ----------- | --------- |
|      | Kokomo Murase   | 225    | 1           | 2         |
| 2    | Reira Iwabuchi  | 160    | 1           | 2         |
| 3    | Annika Morgan   | 144    |             | 1         |
| 4    | Laurie Blouin   | 140    |             |           |
| 5    | Miyabi Onitsuka | 139    |             | 1         |

### Calendrier et podiums

#### Hommes
Big Air
| N° | Date             | Lieu            | Vainqueur        | Deuxième     | Troisième      |
| -- | ---------------- | --------------- | ---------------- | ------------ | -------------- |
| 1  | 21 octobre 2023  | Coire           | Hiroto Ogiwara   | Kira Kimura  | Takeru Otsuka  |
| 2  | 2 décembre 2023  | Pékin           | Su Yiming        | Ryoma Kimata | Kira Kimura    |
| 3  | 9 décembre 2023  | Edmonton        | Taiga Hasegawa   | Su Yiming    | Redmond Gerard |
| 4  | 15 décembre 2023 | Copper Mountain | Hiroaki Kunitake | Sam Vermaat  | Redmond Gerard |

Halfpipe
| N° | Date             | Lieu             | Vainqueur        | Deuxième         | Troisième         |
| -- | ---------------- | ---------------- | ---------------- | ---------------- | ----------------- |
| 1  | 8 décembre 2023  | Secret Garden    | Scotty James     | Ruka Hirano      | Lee Chae-un       |
| 2  | 16 décembre 2023 | Copper Mountain  | Ayumu Hirano     | Lee Chae-un      | Yuto Totsuka      |
| 3  | 20 janvier 2024  | Laax             | Scotty James     | Valentino Guseli | Ruka Hirano       |
| 4  | 3 février 2024   | Mammoth Mountain | Yuto Totsuka     | Ruka Hirano      | Kaishu Hirano     |
| 5  | 10 février 2024  | Calgary          | Valentino Guseli | Ruka Hirano      | Shuichiro Shigeno |

Slopestyle
| N° | Date            | Lieu                      | Vainqueur                                    | Deuxième                                     | Troisième                                    |
| -- | --------------- | ------------------------- | -------------------------------------------- | -------------------------------------------- | -------------------------------------------- |
| 1  | 20 janvier 2024 | Laax                      | Liam Brearley                                | Ryoma Kimata                                 | Cameron Spalding                             |
| -  | 2 février 2024  | Mammoth Mountain          | Annulé à cause des conditions météorologique | Annulé à cause des conditions météorologique | Annulé à cause des conditions météorologique |
| -  | 11 février 2024 | Calgary                   | Annulé à cause des conditions météorologique | Annulé à cause des conditions météorologique | Annulé à cause des conditions météorologique |
| 2  | 15 mars 2024    | Špindlerův Mlýn → Tignes, | Ryoma Kimata                                 | Romain Allemand                              | Taiga Hasegawa                               |
| 3  | 23 mars 2024    | Silvaplana                | Liam Brearley                                | Taiga Hasegawa                               | Valentino Guseli                             |

#### Femmes
Big Air
| N° | Date             | Lieu            | Vainqueur            | Deuxième       | Troisième       |
| -- | ---------------- | --------------- | -------------------- | -------------- | --------------- |
| 1  | 21 octobre 2023  | Coire           | Kokomo Murase        | Reira Iwabuchi | Mia Brookes     |
| 2  | 2 décembre 2023  | Pékin           | Anna Gasser          | Tess Coady     | Miyabi Onitsuka |
| 3  | 9 décembre 2023  | Edmonton        | Zoi Sadowski Synnott | Mia Brookes    | Anna Gasser     |
| 4  | 15 décembre 2023 | Copper Mountain | Kokomo Murase        | Mari Fukada    | Mia Brookes     |

Halfpipe
| N° | Date             | Lieu             | Vainqueur   | Deuxième      | Troisième     |
| -- | ---------------- | ---------------- | ----------- | ------------- | ------------- |
| 1  | 8 décembre 2023  | Secret Garden    | Xuetong Cai | Jiayu Liu     | Maddie Mastro |
| 2  | 16 décembre 2023 | Copper Mountain  | Choi Gaon   | Mitsuki Ono   | Maddie Mastro |
| 3  | 20 janvier 2024  | Laax             | Mitsuki Ono | Bea Kim       | Ruki Tomita   |
| 4  | 3 février 2024   | Mammoth Mountain | Mitsuki Ono | Sena Tomita   | Maddie Mastro |
| 5  | 10 février 2024  | Calgary          | Mitsuki Ono | Maddie Mastro | Sena Tomita   |

Slopestyle
| N° | Date            | Lieu                      | Vainqueur                                     | Deuxième                                      | Troisième                                     |
| -- | --------------- | ------------------------- | --------------------------------------------- | --------------------------------------------- | --------------------------------------------- |
| 1  | 20 janvier 2024 | Laax                      | Julia Marino                                  | Annika Morgan                                 | Anna Gasser                                   |
| -  | 2 février 2024  | Mammoth Mountain          | Annulé à cause des conditions météorologique, | Annulé à cause des conditions météorologique, | Annulé à cause des conditions météorologique, |
| -  | 11 février 2024 | Calgary                   | Annulé à cause des conditions météorologique  | Annulé à cause des conditions météorologique  | Annulé à cause des conditions météorologique  |
| 2  | 15 mars 2024    | Špindlerův Mlýn → Tignes, | Kokomo Murase                                 | Miyabi Onitsuka                               | Reira Iwabuchi                                |
| 3  | 23 mars 2024    | Silvaplana                | Reira Iwabuchi                                | Kokomo Murase                                 | Anna Gasser                                   |

### Résultats officiels
1. ↑  (en) « Carezza (ITA) : Men's Parallel Giant Slalom », sur fis-ski.com, 14 décembre 2023 (consulté le 16 décembre 2023).
2. ↑  (en) « Cortina d'Ampezzo (ITA) : Men's Parallel Giant Slalom », sur fis-ski.com, 16 décembre 2023 (consulté le 18 décembre 2023).
3. ↑  (en) « Davos (SUI) : Men's Parallel Slalom », sur fis-ski.com, 23 décembre 2023 (consulté le 24 décembre 2023).
4. ↑  (en) « Scuol (SUI) : Men's Parallel Giant Slalom », sur fis-ski.com, 13 janvier 2024 (consulté le 13 janvier 2024).
5. ↑  (en) « Bad Gastein (AUT) : Men's Parallel Slalom », sur fis-ski.com, 16 janvier 2024 (consulté le 18 janvier 2024).
6. ↑  (en) « Pamporovo (BUL) : Men's Parallel Slalom », sur fis-ski.com, 20 janvier 2024 (consulté le 20 janvier 2024).
7. ↑  (en) « Pamporovo (BUL) : Men's Parallel Slalom », sur fis-ski.com, 21 janvier 2024 (consulté le 21 janvier 2024).
8. ↑  (en) « Rogla (SLO) : Men's Parallel Giant Slalom », sur fis-ski.com, 25 janvier 2024 (consulté le 27 janvier 2024).
9. ↑  (en) « Simonhöhe (AUT) : Men's Parallel Giant Slalom », sur fis-ski.com, 27 janvier 2024 (consulté le 29 janvier 2024).
10. ↑  (en) « Krynica-Zdrój (POL) : Men's Parallel Giant Slalom », sur fis-ski.com, 24 février 2024 (consulté le 25 février 2024).
11. ↑  (en) « Krynica-Zdrój (POL) : Men's Parallel Giant Slalom », sur fis-ski.com, 25 février 2024 (consulté le 25 février 2024).
12. ↑  (en) « Winterberg (GER) : Men's Parallel  Slalom », sur fis-ski.com, 9 mars 2024 (consulté le 10 mars 2024).
13. ↑  (en) « Carezza (ITA) : Women's Parallel Giant Slalom », sur fis-ski.com, 14 décembre 2023 (consulté le 16 décembre 2023).
14. ↑  (en) « Cortina d'Ampezzo (ITA) : Women's Parallel Giant Slalom », sur fis-ski.com, 16 décembre 2023 (consulté le 18 décembre 2023).
15. ↑  (en) « Davos (SUI) : Women's Parallel Slalom », sur fis-ski.com, 23 décembre 2023 (consulté le 24 décembre 2023).
16. ↑  (en) « Scuol (SUI) : Women's Parallel Giant Slalom », sur fis-ski.com, 13 janvier 2024 (consulté le 13 janvier 2024).
17. ↑  (en) « Bad Gastein (AUT) : Women's Parallel Slalom », sur fis-ski.com, 16 janvier 2024 (consulté le 18 janvier 2024).
18. ↑  (en) « Pamporovo (BUL) : Women's Parallel Slalom », sur fis-ski.com, 20 janvier 2024 (consulté le 20 janvier 2024).
19. ↑  (en) « Pamporovo (BUL) : Women's Parallel Slalom », sur fis-ski.com, 21 janvier 2024 (consulté le 21 janvier 2024).
20. ↑  (en) « Rogla (SLO) : Women's Parallel Giant Slalom », sur fis-ski.com, 25 janvier 2024 (consulté le 27 janvier 2024).
21. ↑  (en) « Simonhöhe (AUT) : Women's Parallel Giant Slalom », sur fis-ski.com, 27 janvier 2024 (consulté le 29 janvier 2024).
22. ↑  (en) « Krynica-Zdrój (POL) : Women's Parallel Giant Slalom », sur fis-ski.com, 24 février 2024 (consulté le 25 février 2024).
23. ↑  (en) « Krynica-Zdrój (POL) : Women's Parallel Giant Slalom », sur fis-ski.com, 25 février 2024 (consulté le 25 février 2024).
24. ↑  (en) « Winterberg (GER) : Women's Parallel  Slalom », sur fis-ski.com, 9 mars 2024 (consulté le 10 mars 2024).
25. ↑  (en) « Bad Gastein (AUT) : Mixed Parallel Slalom Team », sur fis-ski.com, 17 janvier 2024 (consulté le 8 janvier 2024).
26. ↑  (en) « Simonhöhe (AUT) : Mixed Parallel Giant Slalom Team », sur fis-ski.com, 28 janvier 2024 (consulté le 29 janvier 2024).
27. ↑  (en) « Winterberg (GER) : Mixed Parallel Slalom Team », sur fis-ski.com, 10 mars 2024 (consulté le 10 mars 2024).
28. ↑  (en) « Les Deux Alpes (FRA) : Men's Snowboard Cross », sur fis-ski.com, 3 décembre 2023 (consulté le 3 décembre 2023).
29. ↑  (en) « Cervinia (ITA) : Men's Snowboard Cross », sur fis-ski.com, 16 décembre 2023 (consulté le 16 décembre 2023).
30. ↑  (en) « Saint-Moritz (SUI) : Men's Snowboard Cross », sur fis-ski.com, 26 janvier 2024 (consulté le 27 janvier 2024).
31. ↑  (en) « Goudaouri (GEO) : Men's Snowboard Cross », sur fis-ski.com, 3 février 2024 (consulté le 5 février 2024).
32. ↑  (en) « Goudaouri (GEO) : Men's Snowboard Cross », sur fis-ski.com, 4 février 2024 (consulté le 5 février 2024).
33. ↑  (en) « Sierra Nevada (ESP) : Men's Snowboard Cross », sur fis-ski.com, 2 mars 2024 (consulté le 3 mars 2024).
34. ↑  (en) « Sierra Nevada (ESP) : Men's Snowboard Cross », sur fis-ski.com, 3 mars 2024 (consulté le 3 mars 2024).
35. ↑  (en) « Cortina d'Ampezzo (ITA) : Men's Snowboard Cross », sur fis-ski.com, 9 mars 2024 (consulté le 10 mars 2024).
36. ↑  (en) « Montafon (AUT) : Men's Snowboard Cross », sur fis-ski.com, 16 mars 2024 (consulté le 19 mars 2024).
37. ↑  (en) « Montafon (AUT) : Men's Snowboard Cross », sur fis-ski.com, 17 mars 2024 (consulté le 19 mars 2024).
38. ↑  (en) « Mont Sainte-Anne (CAN) : Men's Snowboard Cross », sur fis-ski.com, 23 mars 2024 (consulté le 24 mars 2024).
39. ↑  (en) « Mont Sainte-Anne  (CAN) : Men's Snowboard Cross », sur fis-ski.com, 24 mars 2024 (consulté le 24 mars 2024).
40. ↑  (en) « Les Deux Alpes (FRA) : Women's Snowboard Cross », sur fis-ski.com, 3 décembre 2023 (consulté le 3 décembre 2023).
41. ↑  (en) « Cervina (ITA) : Women's Snowboard Cross », sur fis-ski.com, 16 décembre 2023 (consulté le 16 décembre 2023).
42. ↑  (en) « Saint-Moritz (SUI) : Women's Snowboard Cross », sur fis-ski.com, 26 janvier 2024 (consulté le 27 janvier 2024).
43. ↑  (en) « Goudaouri (GEO) : Women's Snowboard Cross », sur fis-ski.com, 3 février 2024 (consulté le 5 février 2024).
44. ↑  (en) « Goudaouri (GEO) : Women's Snowboard Cross », sur fis-ski.com, 4 février 2024 (consulté le 5 février 2024).
45. ↑  (en) « Sierra Nevada (ESP) : Women's Snowboard Cross », sur fis-ski.com, 2 mars 2024 (consulté le 3 mars 2024).
46. ↑  (en) « Sierra Nevada (ESP) : Women's  Snowboard Cross », sur fis-ski.com, 3 mars 2024 (consulté le 3 mars 2024).
47. ↑  (en) « Cortina d'Ampezzo (ITA) : Women's Snowboard Cross », sur fis-ski.com, 9 mars 2024 (consulté le 10 mars 2024).
48. ↑  (en) « Montafon (AUT) : Women's Snowboard Cross », sur fis-ski.com, 16 mars 2024 (consulté le 19 mars 2024).
49. ↑  (en) « Montafon (AUT) : Women's Snowboard Cross », sur fis-ski.com, 17 mars 2024 (consulté le 19 mars 2024).
50. ↑  (en) « Mont Sainte-Anne (CAN) : Women's Snowboard Cross », sur fis-ski.com, 23 mars 2024 (consulté le 24 mars 2024).
51. ↑  (en) « Mont Sainte-Anne  (CAN) : Women's Snowboard Cross », sur fis-ski.com, 24 mars 2024 (consulté le 24 mars 2024).
52. ↑  (en) « Les Deux Alpes (FRA) : Mixed Snowboard Cross Team », sur fis-ski.com, 2 décembre 2023 (consulté le 2 décembre 2023).
53. ↑  (en) « Cervinia (ITA) : Mixed Snowboard Cross Team », sur fis-ski.com, 17 décembre 2023 (consulté le 17 décembre 2023).
54. ↑  (en) « Chur (SUI) : Men's Big Air », sur fis-ski.com, 21 octobre 2023 (consulté le 22 octobre 2023).
55. ↑  (en) « Beijing (CHN) : Men's Big Air », sur fis-ski.com, 2 décembre 2023 (consulté le 2 décembre 2023).
56. ↑  (en) « Edmonton (CAN) : Men's Big Air », sur fis-ski.com, 9 décembre 2023 (consulté le 16 décembre 2023).
57. ↑  (en) « Copper Mountain (USA) : Men's Big Air », sur fis-ski.com, 15 décembre 2023 (consulté le 16 décembre 2023).
58. ↑  (en) « Beijing (CHN) : Men's Halfpipe », sur fis-ski.com, 8 décembre 2023 (consulté le 8 décembre 2023).
59. ↑  (en) « Copper Mountain (USA) : Men's Halfpipe », sur fis-ski.com, 16 décembre 2023 (consulté le 16 décembre 2023).
60. ↑  (en) « Laax (SUI) : Men's Halfpipe », sur fis-ski.com, 20 janvier 2024 (consulté le 21 janvier 2024).
61. ↑  (en) « Mammoth Mountain (USA) : Men's Halfpipe », sur fis-ski.com, 3 février 2024 (consulté le 5 février 2024).
62. ↑  (en) « Calgary (CAN) : Men's Halfpipe », sur fis-ski.com, 10 février 2024 (consulté le 11 février 2024).
63. ↑  (en) « Laax (SUI) : Men's Slopestyle », sur fis-ski.com, 20 janvier 2024 (consulté le 21 janvier 2024).
64. ↑  (en) « Tignes (FRA) : Men's Slopestyle », sur fis-ski.com, 15 mars 2024 (consulté le 19 mars 2024).
65. ↑  (en) « Silvaplana (SUI) : Men's Slopestyle », sur fis-ski.com, 23 mars 2024 (consulté le 24 mars 2024).
66. ↑  (en) « Chur (SUI) : Women's Big Air », sur fis-ski.com, 21 octobre 2023 (consulté le 22 octobre 2023).
67. ↑  (en) « Beijing (CHN) : Women's Big Air », sur fis-ski.com, 2 décembre 2023 (consulté le 2 décembre 2023).
68. ↑  (en) « Edmonton (CAN) : Women's Big Air », sur fis-ski.com, 9 décembre 2023 (consulté le 16 décembre 2023).
69. ↑  (en) « Copper Mountain (USA) : Women's Big Air », sur fis-ski.com, 15 décembre 2023 (consulté le 16 décembre 2023).
70. ↑  (en) « Beijing (CHN) : Women's Halfpipe », sur fis-ski.com, 8 décembre 2023 (consulté le 8 décembre 2023).
71. ↑  (en) « Copper Mountain (USA) : Women's Halfpipe », sur fis-ski.com, 16 décembre 2023 (consulté le 16 décembre 2023).
72. ↑  (en) « Laax (SUI) : Women's Halfpipe », sur fis-ski.com, 20 janvier 2024 (consulté le 21 janvier 2024).
73. ↑  (en) « Mammoth Mountain (USA) : Women's Halfpipe », sur fis-ski.com, 3 février 2024 (consulté le 5 février 2024).
74. ↑  (en) « Calgary (CAN) : Women's Halfpipe », sur fis-ski.com, 10 février 2024 (consulté le 11 février 2024).
75. ↑  (en) « Laax (SUI) : Women's Slopestyle », sur fis-ski.com, 20 janvier 2024 (consulté le 21 janvier 2024).
76. ↑  (en) « Tignes (FRA) : Women's Slopestyle », sur fis-ski.com, 15 mars 2024 (consulté le 19 mars 2024).
77. ↑  (en) « Silvaplana (SUI) : Women's Slopestyle », sur fis-ski.com, 23 mars 2024 (consulté le 24 mars 2024).

### Classements
1. ↑  (en) « Classement hommes : Snowboardcross », sur fis-ski.com, 3 décembre 2023 (consulté le 6 décembre 2023).
2. ↑  (en) « Classement femmes : Snowboardcross », sur fis-ski.com, 3 décembre 2023 (consulté le 6 décembre 2023).
3. ↑  (en) « Classement hommes : Overall Park&Pipe », sur fis-ski.com, 21 octobre 2023 (consulté le 14 décembre 2023).
4. ↑  (en) « Classement femmes : Overall Park&Pipe », sur fis-ski.com, 21 octobre 2023 (consulté le 14 décembre 2023).
5. ↑  (en) « Classement hommes : Big Air », sur fis-ski.com, 21 octobre 2023 (consulté le 14 décembre 2023).
6. ↑  (en) « Classement femmes : Big Air », sur fis-ski.com, 21 octobre 2023 (consulté le 14 décembre 2023).
7. ↑  (en) « Classement femmes : Big Air », sur fis-ski.com, 8 décembre 2023 (consulté le 14 décembre 2023).
8. ↑  (en) « Classement femmes : Big Air », sur fis-ski.com, 8 décembre 2023 (consulté le 14 décembre 2023).